# Paul Quinichette
Paul Quinichette (Denver, 17 mei 1916 – New York, 25 mei 1983) was een Amerikaanse rhythm-and-blues- en jazz-tenorsaxofoonspeler.
Quinichette studeerde eerst altsaxofoon en klarinet aan het Tennessee State College. Nadien stapte hij over naar de tenorsax. Hij speelde in plaatselijke rhythm-and-bluesbands en in 1942-1944 toerde hij in de band van Jay McShann. Van 1945 tot 1947 speelde hij bij Johnny Otis in Californië, daarna onder meer bij Louis Jordan, Lucky Millinder, Milt Buckner en Red Allen. In 1952/53 speelde Quinichette bij Count Basie, waar hij aangespoord werd om te spelen als Lester Young, bijgenaamd "Prez". Dat deed hij zo goed dat hij de bijnaam "Vice Prez" kreeg.
Na zijn periode bij Basie maakte hij enkele plaatopnamen voor EmArcy Records, waaronder Moods (zijn debuutalbum, waarop hij onder meer begeleid wordt door Herbie Mann en Paul Chambers), The Vice Prez en Prez meets Vice Prez. In het midden van de jaren 1950 leidde hij meestal eigen combo's. Daarnaast begeleidde hij Billie Holiday, Sarah Vaughan en Dinah Washington, maakte opnamen met John Coltrane en Woody Herman en nam onder zijn eigen naam enkele albums op voor Prestige Records.
Op het einde van de jaren 1950 trok hij zich terug uit de muziek en ging werken als elektro-ingenieur in New York. In het midden van de jaren 1970 maakte hij een korte comeback, maar wegens zijn slechte gezondheid moest hij die afbreken.

## Discografie (selectie)
- Moods, EmArcy, 1954 (eerste album onder eigen naam)
- Prez meets Vice Prez, EmArcy, 1954 (met Lester Young)
- The Vice Prez, EmArcy, 1954 (met Kenny Drew op piano en Count Basie op orgel)
- On the sunny side, Prestige, 1957
- Cattin´ with Coltrane and Quinichette, Prestige, 1957 (met Ed Thigpen, Mal Waldron, Julian Euell)
- The Chase Is On, Prestige, 1957 (met Charlie Rouse)
- For Basie, Prestige, 1957
- Like Basie, Prestige, 1959

- Bibsys: 1008353
- Biblioteca Nacional de España: XX1432325
- Bibliothèque nationale de France: cb138987538 (data)
- Gemeinsame Normdatei: 134490304
- International Standard Name Identifier: 0000 0000 5515 1886
- Library of Congress Control Number: n78031054
- MusicBrainz: daac94c4-689f-462f-bbfd-209e4eaf1b70
- Nationale Bibliotheek van Israël: 987007398529405171
- Nederlandse Thesaurus van Auteursnamen: 100376827
- Istituto Centrale per il Catalogo Unico: MILV286802
- Système universitaire de documentation: 198332726
- Virtual International Authority File: 76501255
- WorldCat: E39PCjHtVf3Bgr3V9GGCPYctrq